# 笠原良三
笠原 良三（かさはら りょうぞう、1912年1月19日 - 2002年6月22日）は、日本の脚本家、小説家。本名：笠原 良三郎。社長シリーズなどの喜劇映画の脚本を多く手がけた。

## 来歴・人物
栃木県足利郡足利町（現・足利市）出身。1932年に日本大学芸術学部を中退し、1936年に日活多摩川撮影所脚本部に入社。1941年に新興シネマ脚本部に転属後、大映東京撮影所脚本部に移籍。1955年に東宝撮影所の契約者となる。
弟子に東映ヤクザ映画の隆盛を支えた笠原和夫などがいる。オリジナル作品は自らノベライゼーションを行っている。
2002年6月22日死去。享年90。

## 主な脚本作品
- 土と兵隊（1939年）
- 社長シリーズ（1956年 - 1970年）
- サザエさんシリーズ（1956年 - 1961年）
- 羽織の大将（1960年）
- 秋立ちぬ（1960年）
- 大学の若大将（1961年）
- 南の島に雪が降る（1961年）
- 銀座の若大将（1962年）
- 日本一の若大将（1962年）
- 越前竹人形（1963年）
- 女の歴史 (1963年)
- 君も出世ができる（1964年）
- 日本一のホラ吹き男（1964年）
- 日本一のゴマすり男（1965年）
- 大冒険（1965年）
- 続やくざ坊主（1968年）
- 激動の昭和史 軍閥（1970年）
- 蝦夷館の決闘 (1970年)
- 父ちゃんのポーが聞える（1971年）

## 著書
- 『サラリーマン出世太閤記』（光風社、1957年　のち春陽文庫）
- 『へそくり社長』（光風社、1957年　のち春陽文庫）
- 『続・サラリーマン出世太閤記』（光風社　1958年　「サラリーマン出世太閤記 第2部 (サラリーマン奮戦す)」春陽文庫）
- 『社長三代記』（光風社、1958年）
- 『課長一番槍』（光風社、1959年　のち春陽文庫）
- 『社長太平記』（光風社、1959年　のち春陽文庫）
- 『大学の侍たち』（光風社、1959年）
- 『大学遊侠伝』（光風社、1959年）
- 『花婿部長No.1』（光風社、1960年）
- 『サラリーマン忠臣蔵』（春陽文庫、1961年）
- 『花婿部長ナンバー・ワン』（春陽文庫、1961年）
- 『サラリーマン清水港』（光風社、1962年）
- 『社長洋行記』（光風社、1962年　のち春陽文庫）
- 『社長行状記』（青樹社　1966年　のち春陽文庫）
- 『おもろい夫婦』（ルック社　1967年）
- 『サラリーマン清水港』（春陽文庫　1967年）
- 『軍閥の野望  ドキュメント小説』（青年書館　1973年）　
  - 『日本軍閥の野望 ドキュメント小説』（青年書館ポイント・ブックス）
- 『小説歌麿』（ゆまにて　1975年）